# Тераформування Венери

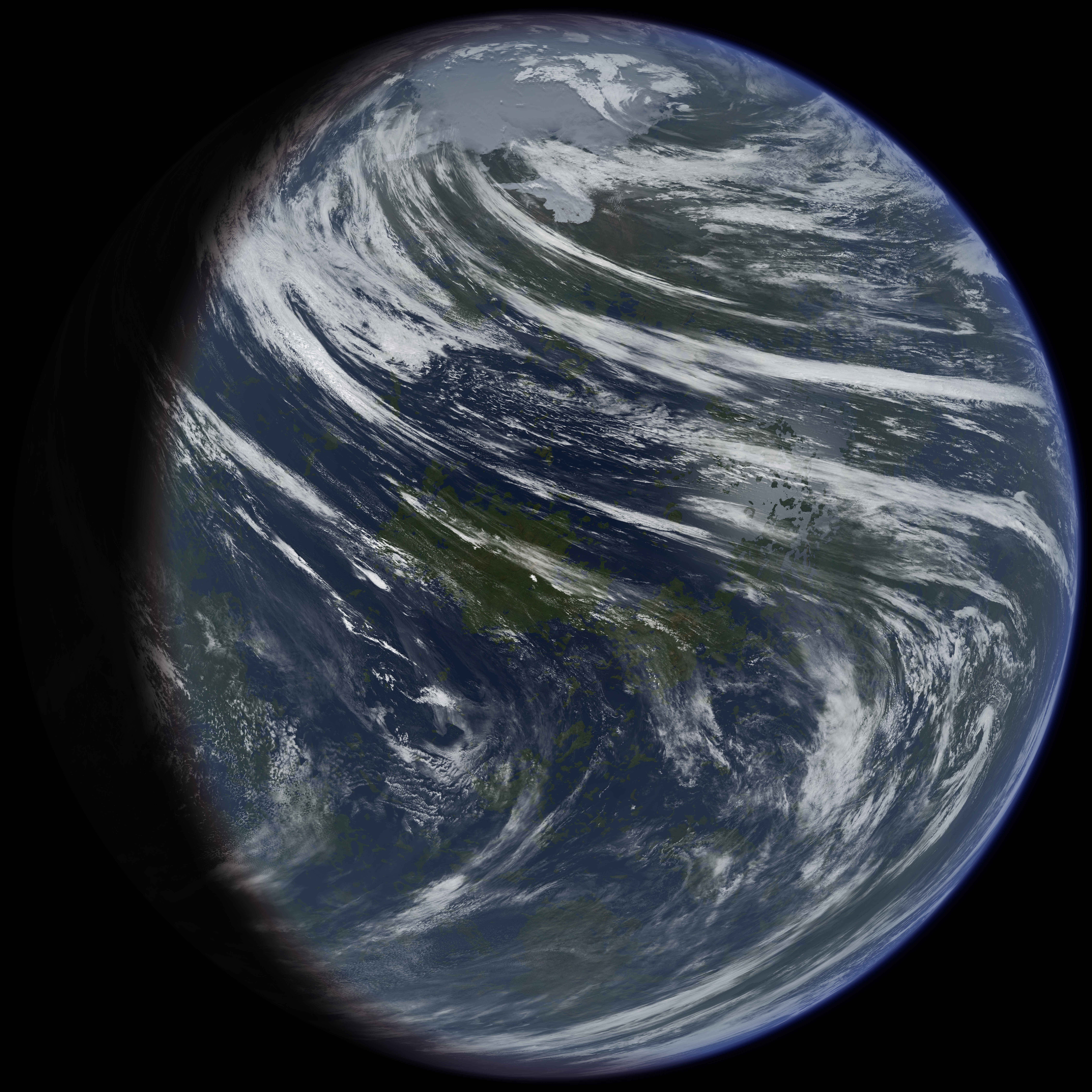
Венера після тераформування.

Тераформування Венери — гіпотетичний процес створення умов, придатних для життя людини на Венері.

## Сучасні умови

Температура і тиск на різних висотах від поверхні Венери.

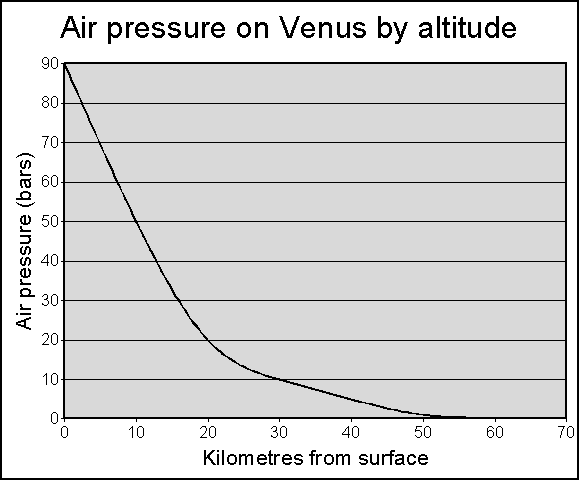
Тиск на Венері на різних висотах.

Середня температура + 467 °C (Венера — найгарячіша планета Сонячної системи), атмосферний тиск — близько 93 атм (бар), склад атмосфери: вуглекислий газ — 96 %, азот — 3,5 %, чадний газ і сірчистий газ — 0,3 %, кисень і водяна пара — 0,12 %.

## Привабливість освоєння
Венера — сестра-близнюк нашої планети: діаметр Венери 12104 км (95 % діаметра Землі), маса 4,87 × 1024 кг (81,5 % маси Землі), прискорення сили ваги 8,9 м/с² (91 % земної сили ваги). Венера є найближчою до нас планетою Сонячної системи. На Венеру потрапляє багато сонячної енергії, яку потенційно можна використовувати для тераформування.

## Труднощі освоєння й тераформування
На Венері дуже спекотно — середня температура на поверхні +467 °C (спекотніше, ніж на Меркурії). Тиск на поверхні Венери 93 атмосфери. Атмосфера Венери складається на 97 % з CO2. На Венері практично немає води, тому її необхідно доставляти туди штучним способом — наприклад, з комет або астероїдів, або знайти спосіб синтезу води (наприклад, з атмосферного CO2 і водню).
Венера обертається у зворотний бік у порівнянні із Землею й іншими планетами Сонячної системи, нахил осі обертання до площини орбіти становить 178°. Через таку незвичайну комбінацію напрямків і періодів обертання й обігу навколо Сонця зміна дня й ночі на Венері відбувається за 117 земних діб, тому день і ніч тривають по 58,5 діб.

## Способи тераформування Венери

### Сонячні екрани між Сонцем і Венерою
Екрани передбачається встановлювати в точці Лагранжа між Венерою й Сонцем. Слід пам'ятати, що така рівновага нестійка, і щоб утримувати його в точці Лагранжа, потрібне регулярне корегування його положення.
Передбачається, що такі «парасольки» зможуть різко знизити потік сонячної енергії, що досягає Венери, і як наслідок — знизити температуру на планеті до прийнятного рівня. Причому при достатньому екрануванні Венери від Сонця, температуру можна понизити настільки, що атмосфера Венери вимерзне й значна її частина випаде на поверхню у вигляді сухої криги (твердий CO2). Результатом буде значне падіння тиску й додаткове (за рахунок підвищення альбедо) охолодження планети.
Одним з варіантів таких проектів є установка екранів з надлегких відбиваючих дзеркал, світло від яких можна використовувати для одночасного прогріву холодніших планет (наприклад, Марса). Екран також може служити велетенським фотоелементом для наймогутнішої сонячної електростанції.

### Самовідтворювані автомати
Такі штучні організми, що за формою, нагадують повітряну кулю, повинні бути здатні під дією сонячної енергії перетворювати венеріанський CO2 у кисень і вуглецевий матеріал з високою здатністю відбивати сонячні промені з яких потім будується куляста оболонка (що наповнюється киснем, який виділяється). Крім того, по досягненню певного розміру такі об'єкти повинні бути здатні до відтворення собі подібних.
У цьому випадку кілька таких об'єктів, скинутих в атмосферу Венери, зможуть дати початок перетворенням клімату планети: кількість таких міні-заводів буде зростати в геометричній прогресії, і атмосфера Венери поступово буде наповнюватися киснем. Крім того, мільярди таких повітряних «кульок», що плавають в атмосфері Венери, будуть додатково обмежувати потік сонячного світла, що досягає поверхні Венери.
Однак такий проект не вирішує проблему води на Венері, яку туди однаково доведеться доставляти — наприклад, з комет або водно-аміачних астероїдів.

### Бомбардування кометами або водно-аміачними астероїдами
Бомбардування Венери кометами або астероїдами (наприклад, з пояса Койпера) обговорюється як спосіб доставки на Венеру води, якої там практично немає.
Кількість води, яку необхідно доставити на Венеру, величезна: так, для створення прийнятної гідросфери на Венері потрібно не менш 1017 тонн води, що приблизно в сто тисяч раз перевищує масу комети Галлея. Необхідний крижаний астероїд повинен мати діаметр близько ~ 600 км (в 6 раз менше діаметра Місяця).
Крім крижаних комет і астероїдів, велику кількість води містять деякі супутники Юпітера й Сатурна, а також кільця Сатурна.
Доставка води на Венеру шляхом астероїдного бомбардування, вирішуючи одні проблеми, одночасно створює нові. Перелічимо деякі:
По-перше, існує думка, що точно розраховане бомбардування дасть змогу «розкрутити» Венеру навколо своєї осі, скоротивши в такий спосіб занадто довгу венеріанську добу. Однак точний розрахунок цього завдання досить складний. Слід урахувати додатковий розігрів атмосфери в результаті проходження крізь неї брил льоду, що рухаються з другою космічною швидкістю. Крім того, взаємодія цих тіл з корою планети викличе плавлення й «розплескування» матеріалу кори й верхньої мантії, знижуючи ефективність передачі крутильного моменту ядру планети.
По-друге, нинішня температура поверхневих шарів атмосфери набагато вище температури кипіння води при цьому тиску (див.таблицю). Отже, без істотного охолодження нижче 300 °C (при венеріанських 90 атм.) не можна очікувати появи на поверхні планети вільної води. Вода буде присутня в атмосфері у вигляді водяної пари, яка теж є парниковим газом.
Очікується, що вільна вода руйнуватиме венеріанські гірські породи й, зокрема, вимивати оксид кальцію з венеріанського ґрунту. Лужний розчин, що утворюється, почне поглинати CO2 з атмосфери Венери, зв'язуючи його у вигляді карбонатів (CaCO3, MgCO3).
Таким чином, за деякий час понизиться концентрація CO2 і атмосферний тиск на Венері, після чого стане можливим запускати туди фотосинтетичні земні організми, для перетворення залишків венеріанського CO2 у кисень.
Слід відмітити, що водяна пара є ще сильнішим парниковим газом, ніж CO2, тому такий спосіб перетворення венеріанського клімату однаково прийдеться поєднувати з розглянутими вище сонячними екранами — для того, щоб не допустити нового витка розігрівання Венери.

### Доставка на Венеру земних водоростей або інших мікроорганізмів
Якщо проблема з водою на Венері буде тим або іншим способом вирішена, то можна приступати до наступного етапу тераформування планети — фотосинтетичного перетворення клімату.
Синьо-зелені водорості, доставлені в атмосферу Венери на рівень 50-60 км від поверхні, на якому тиск становить близько 1,1 бар і температура близько +30 градусів Цельсію, за умови деякого генетичного модифікування (для приживання в умовах польоту в атмосферних плинах), можуть забезпечити переробку вуглекислого газу у вуглецеві сполуки й кисень, що приведе до зменшення парникового ефекту, зниження тиску й температури на поверхні на 200—300° через якийсь час. Природних ворогів у них в умовах Венери не буде, тобто мінімальна партія водоростей (кілька міліграмів) здатна перетворити атмосферу планети відповідно до закону необмеженого розмноження організмів у геометричній прогресії. Таким чином, земні мікроорганізми (при необхідному їхньому контролі), здатні знизити температуру поверхні Венери до 100 градусів за Цельсієм, тиск — до 10-30 атмосфер, що вже прийнятно для колонізації. Також зросте кількість вільного кисню одночасно зі зниженням частки вуглекислого газу.
Іншим варіантом є доставка в атмосферу планети спор грибків, надзвичайно стійких до зовнішніх впливів.

### Проблема відсутності у Венери магнітного поля
Магнітне поле Землі досить ефективно захищає поверхню нашої планети від бомбардування зарядженими частками. Магнітне поле підхоплює ці частки (протони й електрони), змушуючи їх рухатися уздовж силових ліній. Тим самим магнітне поле запобігає взаємодії заряджених часток з верхніми шарами атмосфери.
На Венері, у результаті такої взаємодії, відбувається, зокрема, іонізація й дисипація водяної пари. Водень, що утворюється при цих процесах, спокійно залишає планету, оскільки характерні швидкості молекул водню порівнянні із другою космічною швидкістю. Саме так Венера втратила всю воду, що дісталась їй при утворенні планети.
При тераформуванні Венери доведеться розв'язати й цю проблему.
Перший шлях — «розкручування» планети. Оскільки Венера — планета земної групи, є надія, що виникне «магнітне динамо». По непрямих ознаках, на Венері присутні механізми, аналогічні земний тектоніці плит, отже, Венера має металеве ядро. Однак цей шлях пов'язаний з колосальними технічними труднощами через величезні енерговитрати.
Другий шлях — прокладання уздовж екватора Венери електричного дроту й подача по ньому струму. Незважаючи на грандіозність цього завдання, воно є більш здійсненним в технічному плані, ніж перший шлях.

## Гравітаційний тераформінг
Існує можливість тераформувати Венеру шляхом виведення на низьку орбіту планетоїду з масою, рівною масі Місяця. Такий планетоїд можна знайти в поясі Койпера та доставити на орбіту Венери за допомогою двигунів (які використовуються лише для початкового розгону та подальшого корегування траєкторії польоту) та гравітаційних полів планет-гігантів. Назвемо його Вулканом, як міфологічного чоловіка богині Венери.
Супутник з такою великою масою на низькій орбіті близько 50-100 тис. км спричинить наступні наслідки:
1. Формування літосферних плит (за рахунок розриву кори Венери під впливом гравітації супутника).
2. Швидке охолодження Венери. Спочатку розриви кори Венери підвищать температуру на її поверхні, але хмари пилу від вивержень спричинять ефект «ядерної зими». Тобто Венера почне віддавати значно більше тепла, ніж отримує від Сонця а значить, почне охолоджуватись.
3. Зниження щільності атмосфери Венери. Підняття температури атмосфери Венери призведе до її розширення, а значить, випаровування її частини у космос. Низька орбіта Вулкану також сприятиме «вивітренню» атмосфери.
4. Прискорення обертання Венери. Місяць своєю гравітацією уповільнює рух Землі, тому що наша планета обертається навколо своєї осі швидше, ніж Місяць обертається навколо неї. У випадку з Венерою все буде діяти навпаки. Чим нижчою буде орбіта Вулкану, тим швидшим буде його обертання навколо Венери і тим більшою буде вплив його гравітації на прискорення обертання планети.
5. Формування магнітного диполя. Розкручення Венери дасть початок формуванню магнітного динамо, на зразок геодинамо Землі. Це призведе до створення диполя Венери. Вулкан своєю гравітацією ще більш посилить цей диполь.
6. Насичення атмосфери Венери водою. Планетоїд з поясу Койпера сам по собі містить значну кількість льоду та заморожених газів, які можна використати для створення гідросфери Венери.

## Венера після тераформування
В ідеалі, тераформована Венера може являти собою планету з теплим і вологим кліматом. Підраховано, якби венеріанська атмосфера мала земний склад, то її середня температура була б близько 26 °C (на Землі 15 °C).